# Granica austriacko-węgierska
Granica austriacko-węgierska – granica państwowa, pomiędzy Austrią oraz Węgrami, istniejąca od powstania tych państw w wyniku podziału Austro-Węgier w 1918 roku. Jest wewnętrzną granicą UE oraz strefy Schengen.

## Kształtowanie się granicy

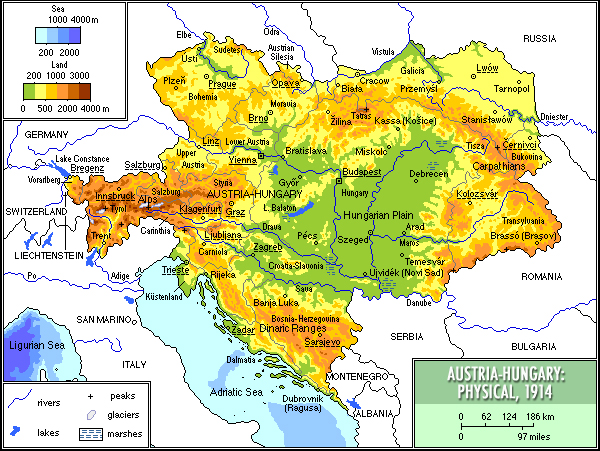
Mapa Austro-Węgier z zaznaczonym podziałem na kraje koronne. Widoczny dawny przebieg granicy z Burgenlandem na Węgrzech.

Flaga Burgenlandu

Burgenland jako część Austrii

Po rozpadzie Austro-Węgier w 1918 na terenie Niemieckich Węgier Zachodnich (obecnie land austriacki Burgenland) doszło do starć lokalnej ludności z węgierską żandarmerią. 10 listopada 1918 niemieccy i chorwaccy mieszkańcy regionu powołali we wsi Matterburg „Niemiecką Radę Ludową Węgier Zachodnich” (Deutsche Volksrat für Westungarn). W następstwie tych lokalnych konfliktów kwestia przynależności tego regionu stała się przedmiotem konferencji pokojowych po zakończeniu I wojny światowej. Rozważano kilka możliwości załagodzenia sporu o Burgenland, między innymi – ze względu na spory odsetek ludności chorwackiej – możliwość utworzenia „słowiańskiego korytarza” łączącego Czechosłowację i Jugosławię. Plany te jednak zostały zarzucone i traktaty w Saint Germain i w Trianon w 1919 przyznały cały Burgenland Austrii. Datę przekazania regionu ustalono na 28 sierpnia 1921 i został on opuszczony przez administrację węgierską, lecz objęcie go przez władze austriackie okazało się niemożliwe ze względu na postawę miejscowej ludności. Przez około miesiąc zbrojni węgierscy ochotnicy utrzymywali na terenach Burgenlandu efemeryczne węgierskie państewko Lajtabánság („Palatynat Litawski”). Dopiero mediacja Włoch pozwoliła na rozbrojenie ochotników 6 listopada 1921. Wskutek protestów węgierskich w mieście Sopron i otaczających je wsiach został przeprowadzony plebiscyt (14-16 grudnia 1921), w którym zwyciężyła opcja węgierska. W konsekwencji Rada Ambasadorów zdecydowała o pozostawieniu tego terenu przy Węgrzech.
Po zajęciu Austrii przez Hitlera powstała granica niemiecko-węgierska. W 1955 po zakończeniu alianckiej okupacji i odzyskaniu przez Austrię niepodległości przywrócono granicę w niemal identycznym przebiegu sprzed 1938. Jedyną różnicą jest skrócenie granicy w okolicach dzisiejszego trójstyku austriacko-słowacko-węgierskiego – po przyłączeniu do Czechosłowacji w 1947 tzw. przyczółka bratysławskiego granica austriacko-węgierska jest nieco krótsza (przedtem sięgała aż pod Petrzalkę).

## Przebieg granicy
Granica zaczyna się na Dunaju, naprzeciw słowackiego miasta Šamorin i biegnie na południe i na wysokości węgierskiego Támokréti skręca na zachód, tworząc długi na około 60 km i szeroki na 15 węgierski „cypel” z miastem Sopron. Dalej granica biegnie na południe, klucząc pomiędzy miejscowościami, by na wysokości Körmend (HUN) skręcić na południe i południowy zachód. W pobliżu Felsöszölnök granica kończy się osiągając terytorium słoweńskie.

## Przejścia graniczne
Przejścia graniczne zlikwidowano po przystąpieniu do strefy Schengen.

### Lista przejść

#### Przejścia drogowe
- Nickelsdorf – Hegyeshalom (autostrada)
- Andau – Jánossomorja czynne od 8 do 20 w okresie od 1 kwietnia do 31 maja i od 1 października do 2 listopada, od 6 do 22 w okresie od 1 czerwca do 30 września; dla pieszych i rowerzystów
- Pamhagen – Fertőd czynne od 6 do 24; bez ruchu towarowego
- Mörbisch am See – Fertőrákos czynne od 8 do 20 w okresie od 1 kwietnia do 31 maja i od 1 października do 2 listopada, od 6 do 22 w okresie od 1 czerwca do 30 września; dla pieszych i rowerzystów
- Klingenbach – Sopron
- Deutschkreutz – Kópháza
- Lutzmannsburg – Zsira czynne od 8 do 20 w okresie od 1 maja do 2 listopada, od 8 do 16 w okresie od 3 listopada do 30 kwietnia; dla obywateli Austrii, Węgier, państw mających z nimi ruch bezwizowy i państw EOG
- Rattersdorf – Kőszeg
- Geschriebenstein – Irottkö czynne od 8 do 20 w okresie od 15 kwietnia do 31 maja i od 1 października do 15 października, od 6 do 22 w okresie od 1 czerwca do 30 września; dla obywateli państw UE; dla pieszych idących na szczyt Geschriebenstein
- Rechnitz – Bozsok czynne od 6 do 22; dla obywateli państw UE; bez ruchu towarowego
- Schachendorf – Bucsu
- Eberau – Szentpéterfa czynne od 6 do 22; dla obywateli państw UE; bez ruchu towarowego
- Heiligenkreuz im Lafnitztal – Rábafüzés

#### Przejścia kolejowe
- Hegyeshalom – Nickelsdorf
- Sopron/Déli – Loipersbach
- Jennersdorf – Szentgotthárd czynne w czasie przejazdu pociągów